# Oshkosh All-Stars
Los Oshkosh All-Stars fueron un equipo que jugó en la National Basketball League (NBL), competición antecesora de la actual NBA, con sede en la ciudad de Oshkosh (Wisconsin).

## NBL
El equipo comenzó a disputar la NBL cuando se fundó en 1937, y en sus tres primeras temporadas se proclamó subcampeón de liga, perdiendo en las tres ocasiones ante el equipo de Akron. Su primer título llegaría en 1941, derrotando en las finales a los Sheboygan Red Skins, repitiendo título al año siguiente, ganando en esa ocasión a los Fort Wayne Zollner Pistons.
No volvió a aparecer en las finales hasta 1949, el último año de la competición antes de ser absorbida por la BAA, cayendo por 3-0 ante los Anderson Packers.

### Trayectoria
Nota: G: Partidos ganados P:Partidos perdidos 
| Temporada | Liga | G  | P  | %    | Posición | División       | Play-offs                |
| --------- | ---- | -- | -- | ---- | -------- | -------------- | ------------------------ |
| 1937-38   | NBL  | 12 | 2  | .857 | 1º       | División Oeste | Pierde Finales de la NBL |
| 1938-39   | NBL  | 17 | 11 | .607 | 1º       | División Oeste | Pierde Finales de la NBL |
| 1939-40   | NBL  | 15 | 13 | .536 | 1º       | División Oeste | Pierde Finales de la NBL |
| 1940-41   | NBL  | 18 | 6  | .750 | 1º       | Grupo único    | Campeones de la NBL      |
| 1941-42   | NBL  | 20 | 4  | .833 | 1º       | Grupo único    | Campeones de la NBL      |
| 1942-43   | NBL  | 11 | 12 | .478 | 3º       | Grupo único    | Pierde en Semifinales    |
| 1943-44   | NBL  | 7  | 15 | .318 | 3º       | Grupo único    | Pierde en Semifinales    |
| 1944-45   | NBL  | 12 | 18 | .400 | 3º       | División Oeste |                          |
| 1945-46   | NBL  | 19 | 15 | .559 | 2º       | División Oeste | Pierde en Semifinales    |
| 1946-47   | NBL  | 28 | 16 | .636 | 1º       | División Oeste | Pierde en Semifinales    |
| 1947-48   | NBL  | 29 | 31 | .483 | 3º       | División Oeste | Pierde en 1ª ronda       |
| 1948-49   | NBL  | 37 | 27 | .578 | 1º       | División Oeste | Pierde Finales de la NBL |

## World Professional Basketball Tournament
El equipo participó además durante nueve temporadas en el World Professional Basketball Tournament, un torneo de baloncesto profesional que englobaba equipos de diferentes ligas así como equipos independientes. Lo ganó en 1942, alcanzando la final en otras cuatro ocasiones. Es el equipo que más partidos ganó a lo largo de toda la competición, con 20 victorias por 10 derrotas.